# ElectroBOOM
ElectroBOOM is het YouTube-kanaal van de (uit Iran afkomstige) Canadees Mehdi Sadaghdar (13 januari 1977).
Via zijn kanaal publiceert Sadaghdar educatieve video's over elektrotechniek. In zijn video's laat hij op enigszins humoristische wijze zien hoe hij experimenten uitvoert en hoe bepaalde circuits werken. In iedere video gaat wel iets mis, vaak eindigend in een scène waarin hij een elektrische schok krijgt. Via deze bewust gecreëerde situaties probeert hij het gevaar van elektriciteit aan te tonen. Aan het eind van veel van zijn video's geeft hij een product van een van zijn sponsoren weg, bijvoorbeeld een oscilloscoop of 3D-printer.
In sommige video's heeft zijn dochter "ElectroCUTE" een bijrol als pianist of assistent.

## Biografie
Mehdi Sadaghdar is een Iraans-Canadese elektrische ingenieur, geboren in 1977 in Iran en heden woonachtig in Vancouver. In 1999 behaalde hij zijn Bachelor universitair diploma in toegepaste wetenschappen aan de Universiteit van Teheran. Hij behaalde zijn Master Diploma in toegepaste wetenschappen aan de Simon Fraser Universiteit in 2006.
Hij trouwde op 16 september 1999 met Sara Nafisi. Samen met haar heeft hij een dochter.